# Танкгеннок Тауншип (округ Монро, Пенсільванія)
Танкгеннок Тауншип (англ. Tunkhannock Township) — селище (англ. township) в США, в окрузі Монро штату Пенсільванія. Населення — 7037 осіб (2020).

### Клімат
| Клімат : Танкгеннок Тауншип | Клімат : Танкгеннок Тауншип | Клімат : Танкгеннок Тауншип | Клімат : Танкгеннок Тауншип | Клімат : Танкгеннок Тауншип | Клімат : Танкгеннок Тауншип | Клімат : Танкгеннок Тауншип | Клімат : Танкгеннок Тауншип | Клімат : Танкгеннок Тауншип | Клімат : Танкгеннок Тауншип | Клімат : Танкгеннок Тауншип | Клімат : Танкгеннок Тауншип | Клімат : Танкгеннок Тауншип | Клімат : Танкгеннок Тауншип |
| Показник                    | Січ.                        | Лют.                        | Бер.                        | Квіт.                       | Трав.                       | Черв.                       | Лип.                        | Серп.                       | Вер.                        | Жовт.                       | Лист.                       | Груд.                       | Рік                         |
| Абсолютний максимум, °C     | 16,6                        | 22,2                        | 27,1                        | 30,5                        | 31,7                        | 31,6                        | 34,5                        | 33,3                        | 32,0                        | 27,9                        | 23,3                        | 18,9                        | 34,5                        |
| Середній максимум, °C       | −0,6                        | 1,3                         | 5,9                         | 12,9                        | 19,1                        | 23,3                        | 25,7                        | 24,7                        | 20,9                        | 14,3                        | 8,4                         | 1,8                         | 13,2                        |
| Середня температура, °C     | −5,1                        | −3,5                        | 0,7                         | 7,1                         | 13,1                        | 17,6                        | 20,1                        | 19,3                        | 15,5                        | 9,1                         | 3,8                         | −2,4                        | 8,0                         |
| Середній мінімум, °C        | −9,4                        | −8,3                        | −4,5                        | 1,3                         | 7,0                         | 11,8                        | 14,4                        | 13,9                        | 10,1                        | 3,9                         | −0,8                        | −6,6                        | 2,8                         |
| Абсолютний мінімум, °C      | −30,4                       | −24,7                       | −20,8                       | −11,7                       | −2,5                        | 0,8                         | 3,7                         | 1,7                         | −1,8                        | −7,8                        | −17,6                       | −25,3                       | −30,4                       |
| Норма опадів, мм            | 110                         | 92                          | 116                         | 123                         | 118                         | 124                         | 130                         | 118                         | 132                         | 144                         | 130                         | 128                         | 1466                        |
| Вологість повітря, %        | 72.6                        | 67.7                        | 63.6                        | 59.9                        | 62.3                        | 71.5                        | 70.9                        | 73.9                        | 73.5                        | 70.4                        | 70.4                        | 74.0                        | 69.2                        |
| --------------------------- | --------------------------- | --------------------------- | --------------------------- | --------------------------- | --------------------------- | --------------------------- | --------------------------- | --------------------------- | --------------------------- | --------------------------- | --------------------------- | --------------------------- | --------------------------- |
| Джерело: PRISM              |                             |                             |                             |                             |                             |                             |                             |                             |                             |                             |                             |                             |                             |

## Демографія
Згідно з переписом 2010 року, у селищі мешкало 6789 осіб у 2356 домогосподарствах у складі 1829 родин. Було 3595 помешкань
Расовий склад населення:
| - 71,6 % — білих - 18,0 % — чорних або афроамериканців - 1,9 % — азіатів - 0,3 % — корінних американців - 5,3 % — осіб інших рас |

До двох чи більше рас належало 2,9 %. Частка іспаномовних становила 15,5 % від усіх жителів.
За віковим діапазоном населення розподілялося таким чином: 26,3 % — особи молодші 18 років, 62,7 % — особи у віці 18—64 років, 11,0 % — особи у віці 65 років та старші. Медіана віку мешканця становила 39,8 року. На 100 осіб жіночої статі у селищі припадало 101,0 чоловіків;  на 100 жінок у віці від 18 років та старших — 98,2 чоловіків також старших 18 років.
Середній дохід на одне домашнє господарство  становив 62 326 доларів США (медіана — 56 031), а середній дохід на одну сім'ю — 65 210 доларів (медіана — 62 727). За межею бідності перебувало 12,4 % осіб, у тому числі 11,5 % дітей у віці до 18 років та 4,1 % осіб у віці 65 років та старших.
Цивільне працевлаштоване населення становило 2549 осіб. Основні галузі зайнятості: мистецтво, розваги та відпочинок — 14,0 %, транспорт — 13,6 %, науковці, спеціалісти, менеджери — 11,4 %, освіта, охорона здоров'я та соціальна допомога — 10,5 %.